# Tilen Pečnik
Tilen Pečnik (* 16. Mai 1998) ist ein slowenischer Fußballspieler.

## Karriere

### Verein
Pečnik begann seine Karriere beim NK Rudar Velenje. Zur Saison 2015/16 wechselte er in die Jugend des NK Celje. Im Oktober 2016 stand er erstmals im Kader der Profis. Sein Debüt in der 1. SNL gab er im selben Monat gegen den NK Radomlje. Dies blieb sein einziger Saisoneinsatz. Nach einem weiteren Einsatz zu Beginn der Saison 2017/18 wurde er im August 2017 an den Zweitligisten NK Fužinar verliehen. Für diesen kam er bis zur Winterpause zu 14 Einsätzen in der 2. SNL, in denen er fünfmal traf. Im Januar 2018 kehrte er wieder nach Celje zurück und absolvierte bis Saisonende 14 Partien in der höchsten Spielklasse. In der Saison 2018/19 absolvierte er in der Hinrunde zehn Spiele.
Im Januar 2019 wechselte der Flügelstürmer innerhalb der Liga zum NK Domžale. Für Domžale kam er bis zum Ende der Saison 2018/19 achtmal in der 1. SNL zum Einsatz. Nach einem Einsatz zu Beginn der Saison 2019/20 schloss er sich im August 2019 dem Ligakonkurrenten NK Aluminij an. Für Aluminij kam er bis Saisonende zu 20 Einsätzen. In der Saison 2020/21 absolvierte er 29 Partien. In der Saison 2021/22 absolvierte er bis zur Winterpause 15 Partien.
Im Januar 2022 wechselte Pečnik nach Österreich zum viertklassigen DSV Leoben. Für die Leobner absolvierte der Offensivspieler bis Saisonende 16 Partien in der Landesliga, in denen er acht Tore erzielte; mit dem DSV stieg er zu Saisonende in die Regionalliga auf. In dieser kam er elfmal zum Einsatz, ehe er mit Leoben zu Saisonende in die 2. Liga durchmarschierte. In der 2. Liga absolvierte er zwei Spiele. Im Januar 2024 wurde sein Vertrag in Leoben aufgelöst. Anschließend wechselte er zum sechstklassigen USV Wies.

### Nationalmannschaft
Pečnik spielte im August 2015 zweimal im slowenischen U-18-Team.